# Cetoconcha exigua
Cetoconcha exigua is een tweekleppigensoort uit de familie van de Cetoconchidae. De wetenschappelijke naam van de soort is voor het eerst geldig gepubliceerd in 1995 door Poutiers & Bernard.